# Jauernig & Moser
Jauernig & Moser war ein Hersteller von Automobilen aus Österreich.

## Unternehmensgeschichte
Das Wiener Karosseriebauunternehmen Jauernig und Rudolf Moser gründeten das Unternehmen in Wien und begannen 1962 oder 1964 mit der Produktion von Automobilen. Der Markenname lautete Jamos. 1963 oder 1964 endete die Produktion.  Die Kataloge der Schweizer Automobil Revue haben 1962 und 1963 keinen Eintrag, 1964 eine umfassende Beschreibung und 1965 nur den Hinweis, dass zurzeit nicht produziert würde.
Insgesamt entstanden eine Handvoll Fahrzeuge.

## Fahrzeuge
Das einzige Modell 650 GT basierte auf dem Puch 650. Für den Antrieb sorgte ein Zweizylindermotor mit 46 PS Leistung. Die Coupé-Karosserie bestand aus Fiberglas.